# Kalendarium historii Burkiny Faso

Godło Burkiny Faso w okresie rządów Sankary

Kalendarium historii Burkiny Faso – uporządkowany chronologicznie wykaz dat i wydarzeń z historii Burkiny Faso.

## Czasy kolonialne
- 1896–1901 – podbój przez Francję[1]
- 1945 – powstały pierwsze partie polityczne i związki zawodowe stawiające opór rządom kolonialnym[1]
- 1958 – współczesna Burkina Faso otrzymała autonomię w ramach wspólnoty Francji jako Górna Wolta[1]

## Niepodległość
- 1960 – przyznanie Górnej Wolcie niepodległości[1]
- 1966 – wojskowy zamach stanu[1]
- 1974 – wojna graniczna z Mali[1]
- 1978 – restauracja administracji cywilnej[2]
- 1980 – kolejny pucz armii, władzę obejmuje Thomas Sankara[2]
- 1984 – zmiana nazwy kraju z „Górna Wolta” na „Burkina Faso”[2]
- 1987 – kolejny pucz, władzę obejmuje Blaise Compaoré, a Sankara zostaje rozstrzelany[1]
- 1991 – nowa konstytucja[1]
- 2003 – udaremniono pucz[3]
- październik 2014 – wybuchły antyrządowe zamieszki spowodowane zapowiadaną nowelizacją prawa znoszącą limit prezydenckich kadencji. 30 października 2014 prezydent Blaise Compaoré wprowadził stan wyjątkowy, odwołał rząd, rozwiązał parlament i wyjechał do Senegalu[4][5]. Dwa dni później podał się do dymisji ze stanowiska prezydenta, które w jego zastępstwie tymczasowo objął szef armii, generał Honoré Traoré[6].